# Doppelpunkt (Mathematik)

Doppelpunkt im Ursprung beim kartesischen Blatt

Durchläuft der Graph einer Kurve einen Punkt zweimal, heißt dieser Punkt Doppelpunkt, bei mehrmaligem Durchlauf entsprechend Dreifachpunkt usw.
Bei diesem singulären Punkt ist die Determinante der Hesse-Matrix der Kurve, im Gegensatz zum isolierten Punkt und zum Rückkehrpunkt (Spitze), kleiner als Null.
Im Kontext algebraischer Varietäten werden auch mehrfache Nullstellen einer solchen als Doppelpunkt bezeichnet.

## Beispiele
Beispiele für Kurven mit Doppelpunkt und Schleife sind:
- Verlängerte Zykloide,
- Trisektrix,
- Kartesisches Blatt,
- Strophoide,
- Konchoide und
- Pascalsche Schnecke.